# Роб Бауер
Роберт Петер Бауер (хол. Robert Peter Bauer; Амстердам, 11. новембар 1962) холандски је поручник-адмирал Холандске краљевске ратне морнарице, а тренутно служи као председавајући Војног комитета НАТО од јуна 2021. године. Између октобра 2017. и априла 2021. обављао је дужност начелника одбране, а од септембра 2015. до јула 2017. био је заменик начелника одбране Оружаних снага Холандије.

## Биографија
Долази из породице инжењера. Ожењен је Маике Бауер са којом има троје деце.